# 福島市立清水小学校
福島市立清水小学校（ふくしましりつ しみず しょうがっこう）は、福島県福島市にある公立小学校。

## 概要
福島市中心市街地北側の清水地域中央部を学区とし、福島県道3号福島飯坂線（飯坂街道）沿い、一級水系阿武隈川水系松川右岸に位置する。2021年5月1日現在、21学級500名の児童が在籍する。敷地内には福島市立清水幼稚園、福島市清水学習センター別館・ゆうがく館が併設されている。

## 沿革
- 1889年11月25日 - 開校。
- 1941年4月 - 国民学校令が施行され信夫郡清水村立清水国民学校へ改称される。
- 1947年
  - 3月 - 信夫郡清水村が福島市に吸収合併され、福島市立清水国民学校へ改称される。
  - 4月 - 学校教育法が施行され、福島市立清水小学校へ改称される。また、福島市立福島清水中学校が付設される。
- 1954年4月 - 清水幼稚園付設[1]。
- 1959年4月 - 付設された福島市立清水中学校が福島市立信陵中学校設置に伴い一旦廃止される。
- 1967年 - 屋内運動場完成[2]。
- 1980年8月31日 - 現在の北側校舎が竣工する。
- 1981年2月20日 - 現在の南側校舎が竣工する。
- 1984年2月7日 - 現在の東側校舎が竣工する。
- 1984年8月20日 - 現在用いられているプールが竣工する。
- 2005年4月 - 知的障害特殊学級と情緒障害特殊学級開設[1]。
- 2018年 - 北校舎・南校舎と屋内運動場の耐震改修実施[2]。
- 2020年3月4日 - この日から5月24日（3月24日～4月7日の春休み期間をはさむ）まで、新型コロナウイルス感染症対策に係る臨時休業[1]。

## 学校行事
| - 4月 - 5月 - 6月 | - 7月 - 8月 - 9月 | - 10月 - 11月 - 12月 | - 1月 - 2月 - 3月 |

## 通学区域
出典
- 清水地区
  - 泉（福島市立御山小学校通学区域を除く）
  - 南沢又（松川より南側の全域）
  - 野田町（字上高野25～39番地）
- 吾妻地区
  - 八島田（字琵琶渕23～39番地、68番地、78番地、80～88番地）

## 進学先中学校
- 福島市立清水中学校[4]

## 学区 / 校区内の主な施設
- 国道13号福島西道路
- 福島県道3号福島飯坂線（飯坂街道）
  - 上松川橋
- 福島交通飯坂線
  - 岩代清水駅
  - 泉駅
- コープふくしまいずみ店
- ヨークベニマル福島泉店
- 福島市役所清水支所
- 福島泉郵便局

## 交通
- 福島交通飯坂線 泉駅 徒歩8分